# Bellenod-sur-Seine
Bellenod-sur-Seine est une commune française située dans le canton de Châtillon-sur-Seine du département de la Côte-d'Or, en région Bourgogne-Franche-Comté.

## Géographie

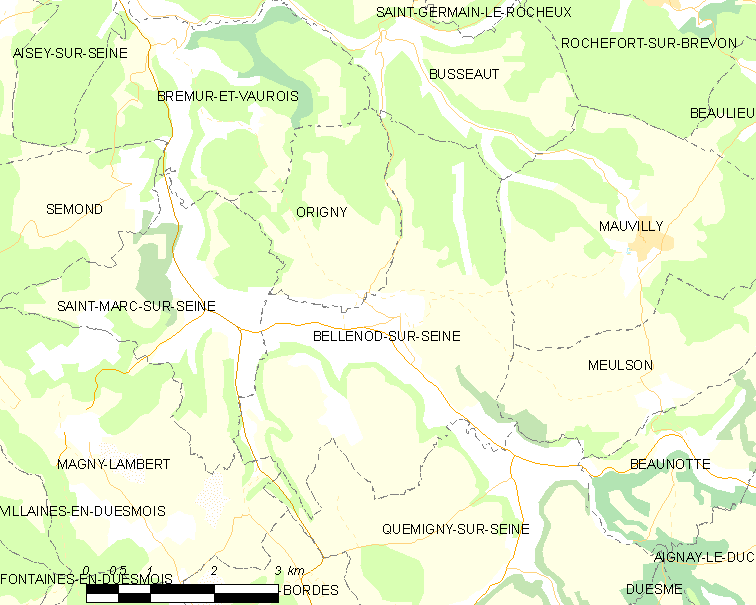

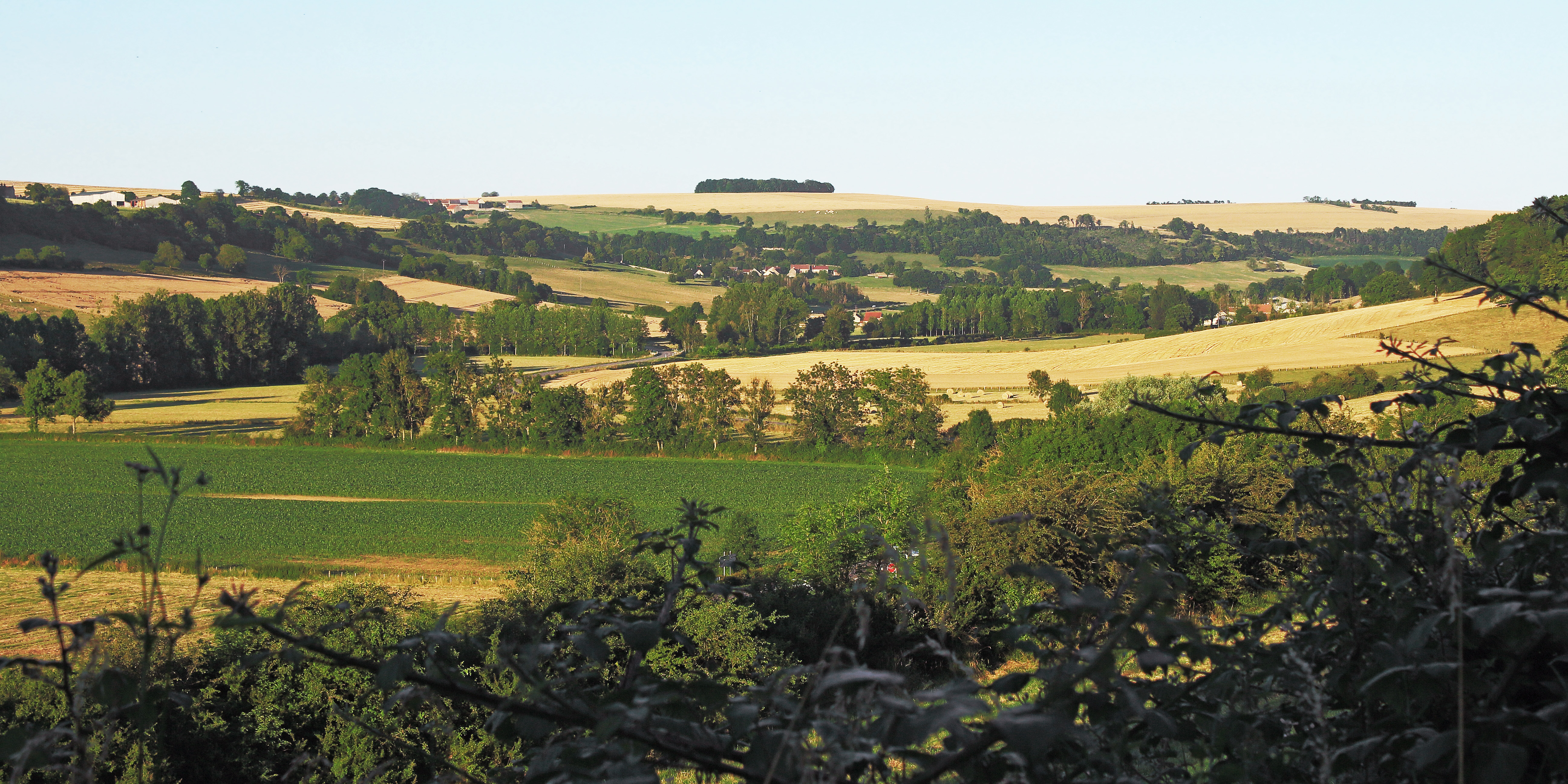
Bellenod-sur-Seine, en avant plan le hameau de Vaux, en haut à gauche le village voisin d'Origny.

Bellenod est située à 51 kilomètres à vol d'oiseau au nord de Dijon. Sa superficie est de 1 459 hectares (14,6 km2), avec une altitude de 272 à 414 mètres.

### Hydrographie
La commune est située au confluent de la Seine, du Revinson et de la Coquille.

### Hameaux et écarts
La commune comporte quatre hameaux : 
- La Maison, ancien relais de pèlerins dont subsiste la chapelle Sainte-Anne,
- La Montagne avec la chapelle Saint-Claude,
- La Borde avec une grange de l'abbaye de Quincy,
- Vaux dont l'existence est attestée dès le XIIe[2].

### Climat
Pour des articles plus généraux, voir Climat de la Bourgogne-Franche-Comté et Climat de la Côte-d'Or.
En 2010, le climat de la commune est de type climat des marges montargnardes, selon une étude du Centre national de la recherche scientifique s'appuyant sur une série de données couvrant la période 1971-2000. En 2020, Météo-France publie une typologie des climats de la France métropolitaine dans laquelle la commune est exposée à un climat océanique altéré et est dans la région climatique  Lorraine, plateau de Langres, Morvan, caractérisée par un hiver rude (1,5 °C), des vents modérés et des brouillards fréquents en automne et hiver. 
Pour la période 1971-2000, la température annuelle moyenne est de 10,1 °C, avec une amplitude thermique annuelle de 16,6 °C. Le cumul annuel moyen de précipitations est de 950 mm, avec 13,4 jours de précipitations en janvier et 9 jours en juillet. Pour la période 1991-2020, la température moyenne annuelle observée sur la station météorologique de Météo-France la plus proche, « Bure Les Templiers_sapc », sur la commune de Bure-les-Templiers à 19 km à vol d'oiseau, est de 10,7 °C et le cumul annuel moyen de précipitations est de 898,2 mm,. Pour l'avenir, les paramètres climatiques de la commune estimés pour 2050 selon différents scénarios d'émission de gaz à effet de serre sont consultables sur un site dédié publié par Météo-France en novembre 2022.

## Urbanisme

### Typologie
Au 1er janvier 2024, Bellenod-sur-Seine est catégorisée commune rurale à habitat très dispersé, selon la nouvelle grille communale de densité à 7 niveaux définie par l'Insee en 2022.
Elle est située hors unité urbaine et hors attraction des villes,.

### Occupation des sols
L'occupation des sols de la commune, telle qu'elle ressort de la base de données européenne d’occupation biophysique des sols Corine Land Cover (CLC), est marquée par l'importance des territoires agricoles (76 % en 2018), en augmentation par rapport à 1990 (75,1 %). La répartition détaillée en 2018 est la suivante : terres arables (49 %), forêts (24 %), prairies (19,5 %), zones agricoles hétérogènes (7,4 %). L'évolution de l’occupation des sols de la commune et de ses infrastructures peut être observée sur les différentes représentations cartographiques du territoire : la carte de Cassini (XVIIIe siècle), la carte d'état-major (1820-1866) et les cartes ou photos aériennes de l'IGN pour la période actuelle (1950 à aujourd'hui).

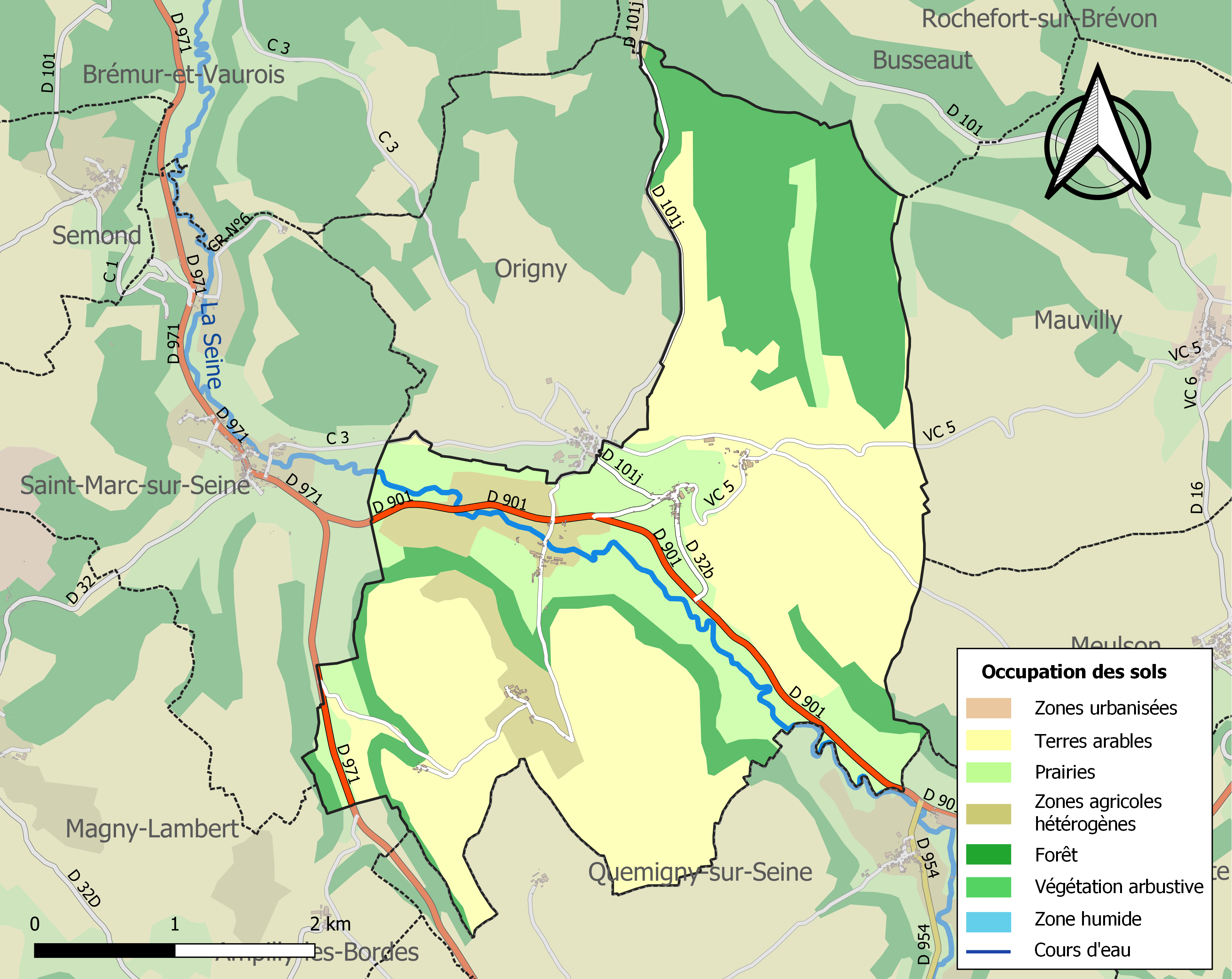
Carte des infrastructures et de l'occupation des sols de la commune en 2018 (CLC).

### Voies de communication et transports
Bellenod se situe à proximité de la départementale 901 qui relie la route départementale 971 à Is-sur-Tille à partir de Saint-Marc-sur-Seine.
Les gares ferroviaires les plus proches sont celles de Thenissey et de Venarey-les-Laumes à 22 kilomètres chacune.

## Histoire
Bellenod serait d'origine celte du nom de Baleno, puis Balenou au XIIe siècle. Plus tard au XVe siècle, le nom dévie en Belle Noue du fait de sa situation près d'une prairie appelée « noue » (nauda en langue gauloise). Bellenod s'écrit soit avec un « t » soit avec un « d » et se nomme « Bellenod-sous-Origny » jusqu'au 18 octobre 1952.

### Antiquité
La fouille du tumulus de Farge atteste l'occupation du site par les Celtes et la découverte de nombreux vestiges démontre la poursuite de celle-ci par les Lingons à l'époque gallo-romaine.

### Moyen Âge
Au Moyen Âge, Bellenod relève de la seigneurie attachée au bailliage de la Montagne et au diocèse d'Autun.

### Époque moderne
Des gisements d'argile ont fait de Bellenod un centre important de tuileries, le dernier du Châtillonnais à fonctionner au XXe siècle au prix d'une diversification de ses activités.

## Politique et administration

### Liste des maires
| Période                                  | Période   | Identité         | Étiquette | Qualité                    |
| ---------------------------------------- | --------- | ---------------- | --------- | -------------------------- |
| mars 2001                                | mars 2008 | André Raillard   |           |                            |
| mars 2008                                | mars 2014 | Michel Fourtier  |           |                            |
| mars 2014                                | En cours  | Valérie Bouchard | DVD       | Conseillère départementale |
| Les données manquantes sont à compléter. |           |                  |           |                            |

## Démographie
L'évolution du nombre d'habitants est connue à travers les recensements de la population effectués dans la commune depuis 1793. Pour les communes de moins de 10 000 habitants, une enquête de recensement portant sur toute la population est réalisée tous les cinq ans, les populations de référence des années intermédiaires étant quant à elles estimées par interpolation ou extrapolation. Pour la commune, le premier recensement exhaustif entrant dans le cadre du nouveau dispositif a été réalisé en 2004.

En 2022, la commune comptait 68 habitants, en évolution de −13,92 % par rapport à 2016 (Côte-d'Or : +0,82 %, France hors Mayotte : +2,11 %).
| 1793 | 1800 | 1806 | 1821 | 1831 | 1836 | 1841 | 1846 | 1851 |
| ---- | ---- | ---- | ---- | ---- | ---- | ---- | ---- | ---- |
| 250  | 311  | 314  | 313  | 319  | 322  | 512  | 335  | 320  |

| 1856 | 1861 | 1866 | 1872 | 1876 | 1881 | 1886 | 1891 | 1896 |
| ---- | ---- | ---- | ---- | ---- | ---- | ---- | ---- | ---- |
| 330  | 299  | 283  | 274  | 258  | 228  | 231  | 236  | 194  |

| 1901 | 1906 | 1911 | 1921 | 1926 | 1931 | 1936 | 1946 | 1954 |
| ---- | ---- | ---- | ---- | ---- | ---- | ---- | ---- | ---- |
| 212  | 193  | 186  | 161  | 176  | 191  | 149  | 128  | 155  |

| 1962 | 1968 | 1975 | 1982 | 1990 | 1999 | 2004 | 2006 | 2009 |
| ---- | ---- | ---- | ---- | ---- | ---- | ---- | ---- | ---- |
| 110  | 128  | 109  | 115  | 90   | 78   | 78   | 77   | 78   |

| 2014 | 2019 | 2022 | - | - | - | - | - | - |
| ---- | ---- | ---- | - | - | - | - | - | - |
| 76   | 67   | 68   | - | - | - | - | - | - |

## Culture locale et patrimoine

### Lieux et monuments
- Église Saint-Pierre Saint-Paul dont la construction de l'abside remonte au XIIe ; le clocher et la chapelle ouest sont du XVIe ; la nef est remaniée à cette occasion ; la construction de la sacristie date de la fin XVIIIe. Statuaire intéressante : saint Paul en bois polychrome du XVIe, saint Adon et saint Eloi du XVIIe[2].

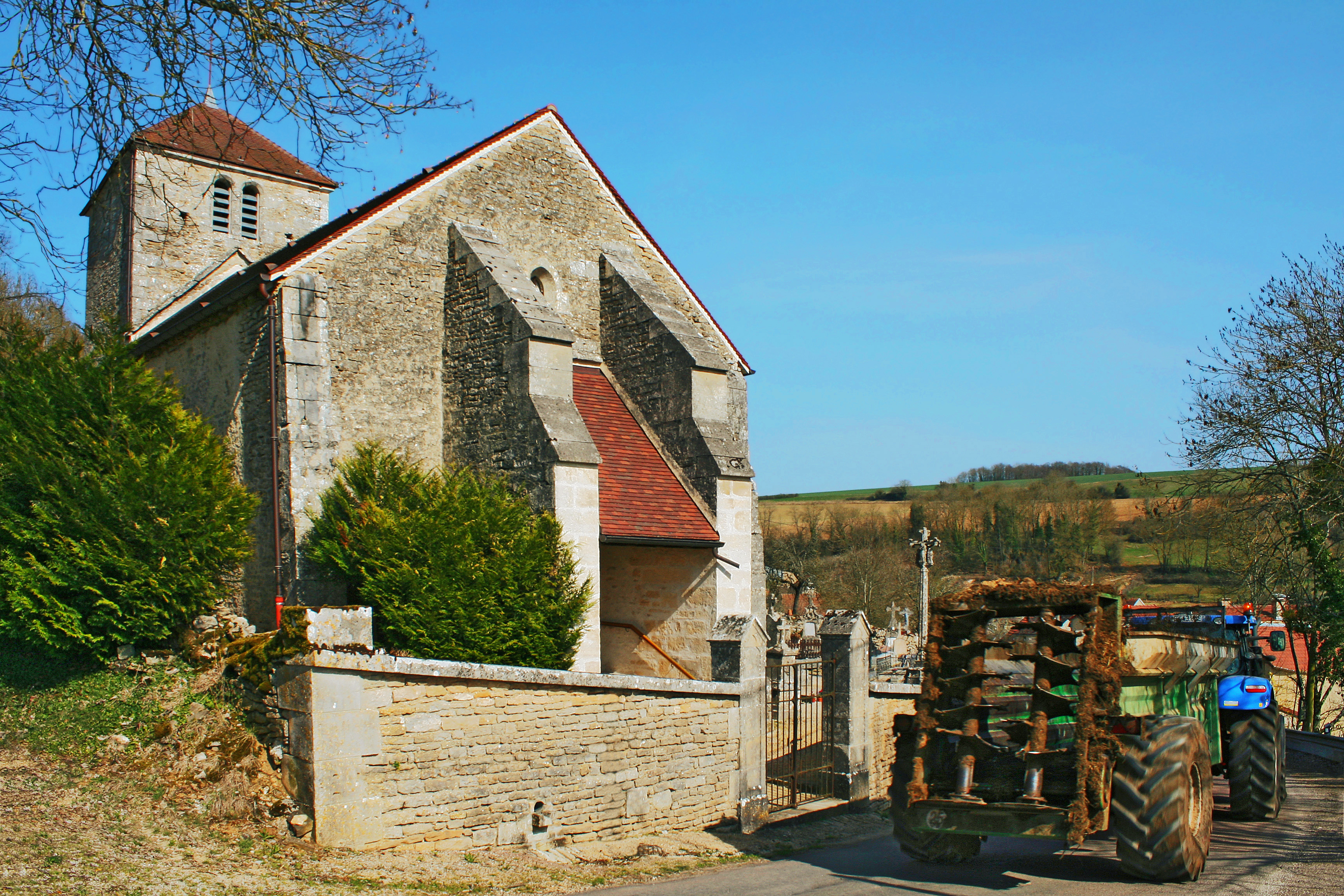
Église Saint-Pierre-Saint-Paul de Bellenod-sur-Seine.
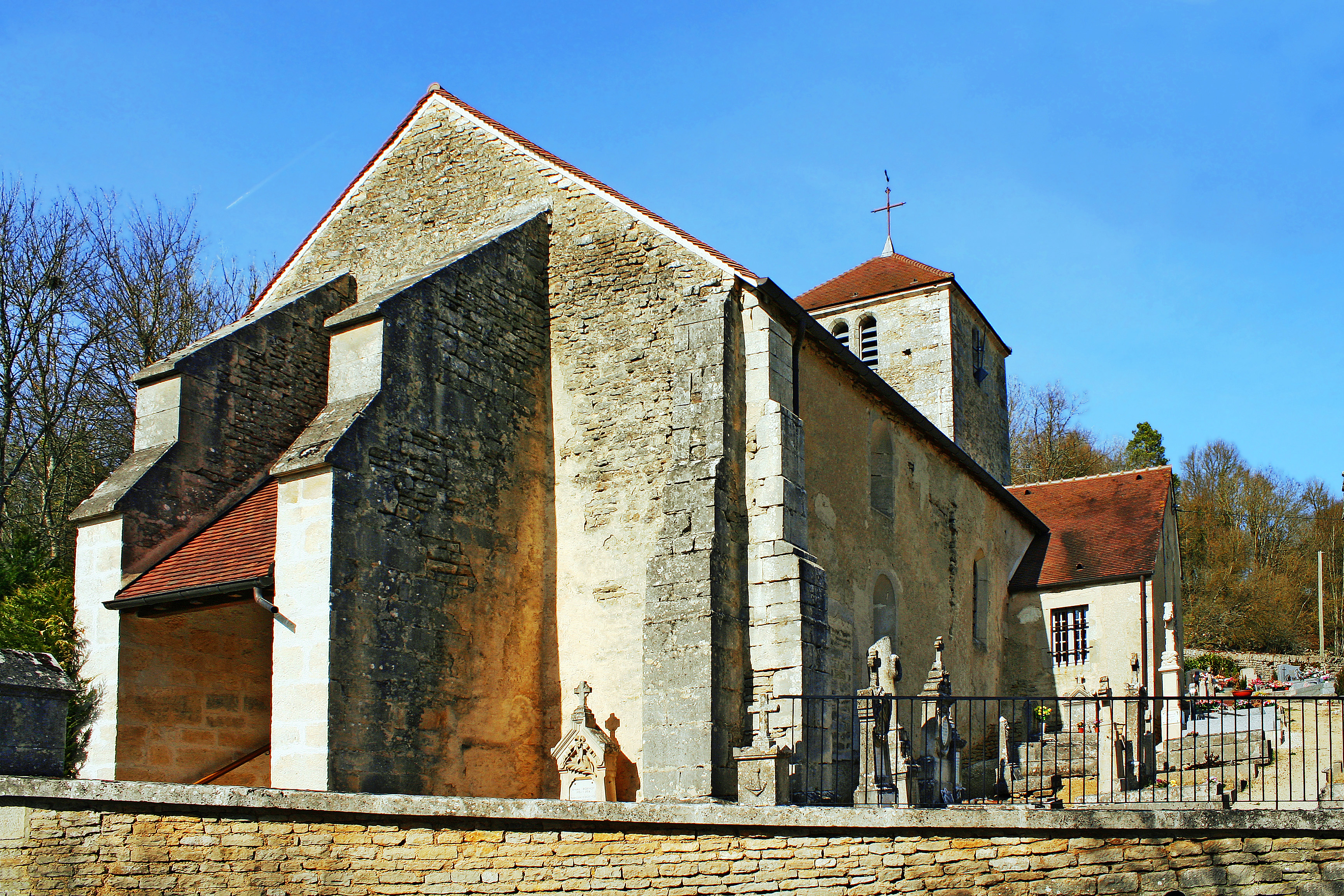
Bâtiment étayé par de puissants contreforts.
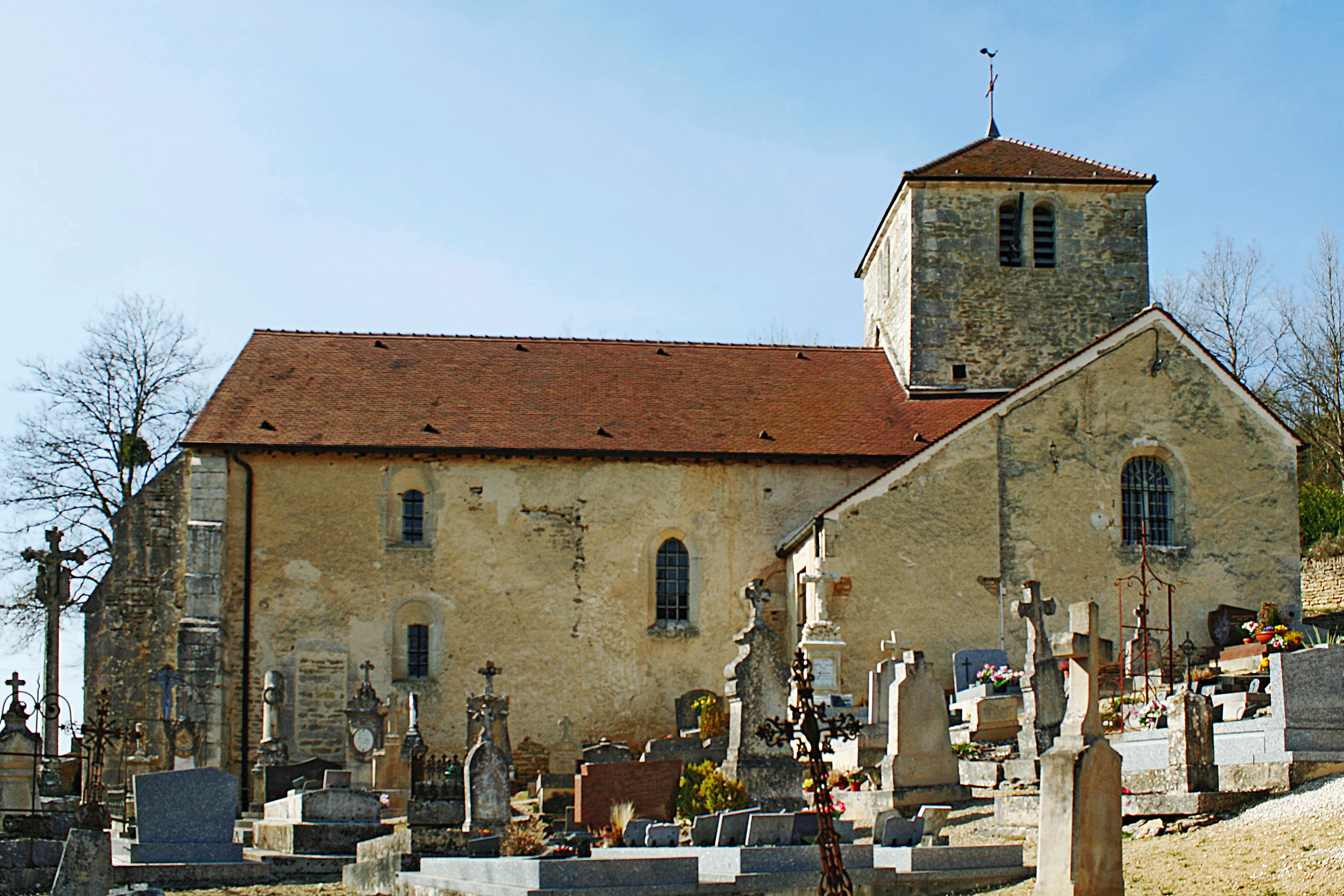
Vue depuis l'enclos paroissial.
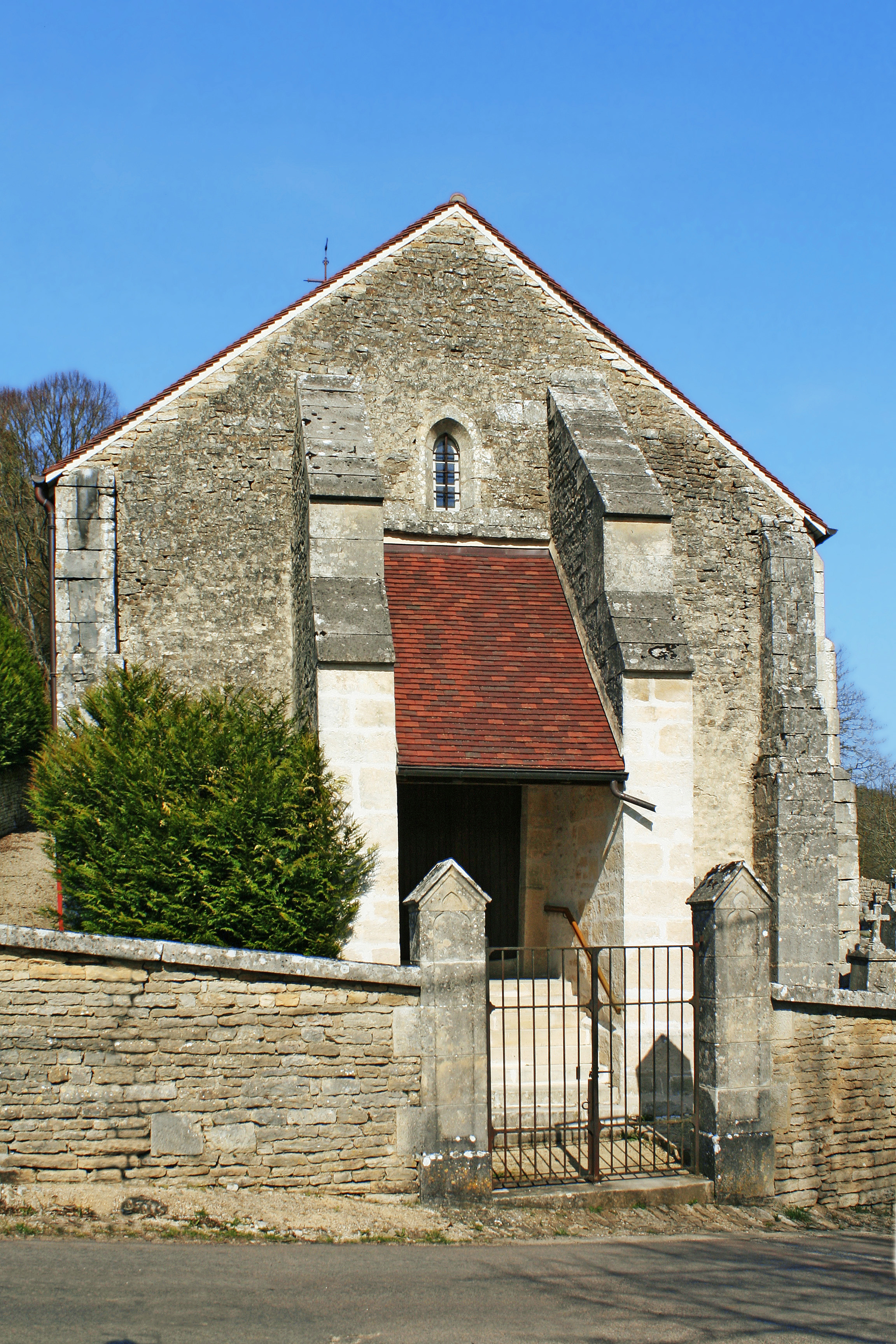
Façade.

- Moulin à Bœuf, ancien moulin à eau rénové, à l'entrée du village. Antérieurement : moulin des Planches.
- Croix de cimetière  Classé MH (1924)[20].

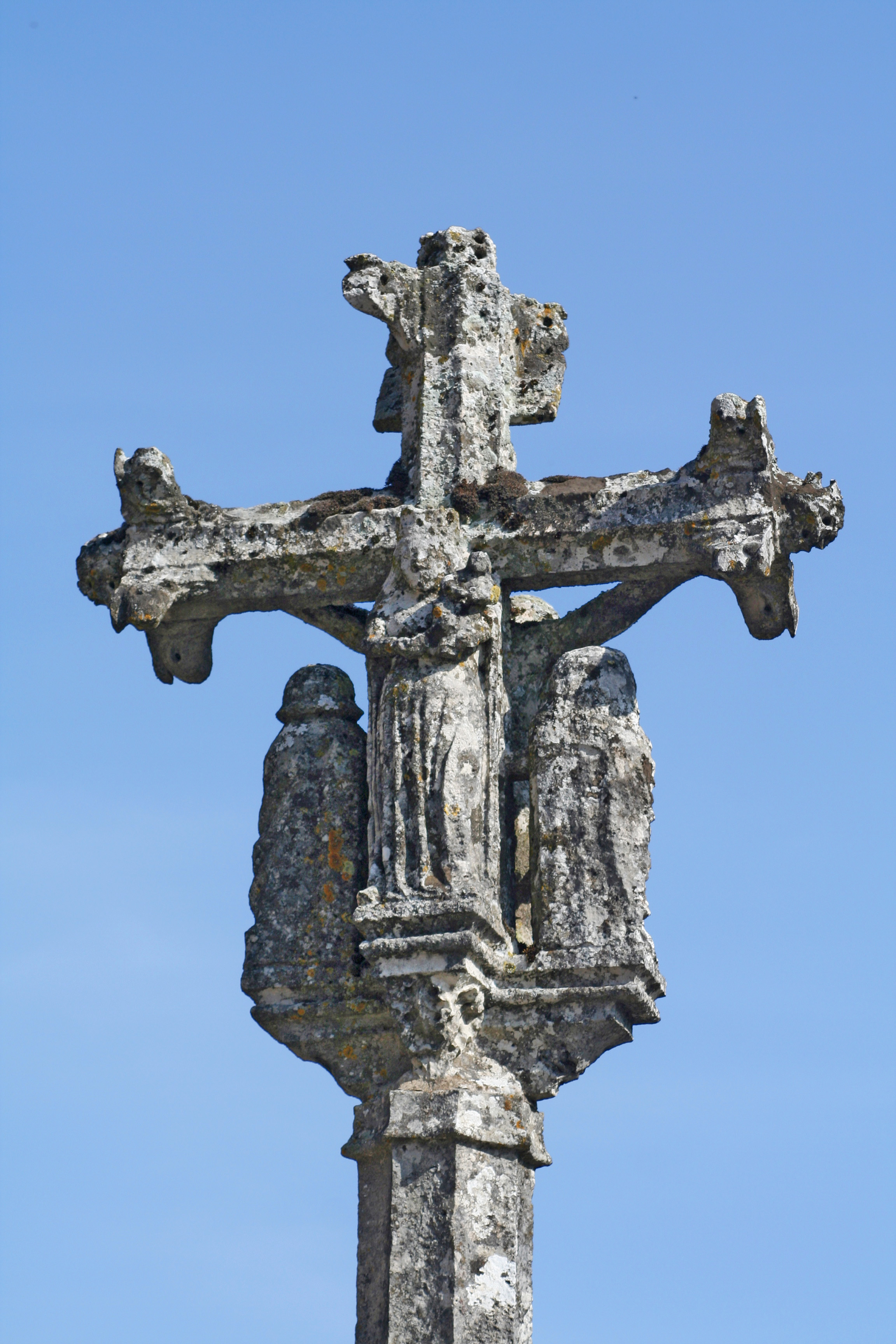
Croix double-face...
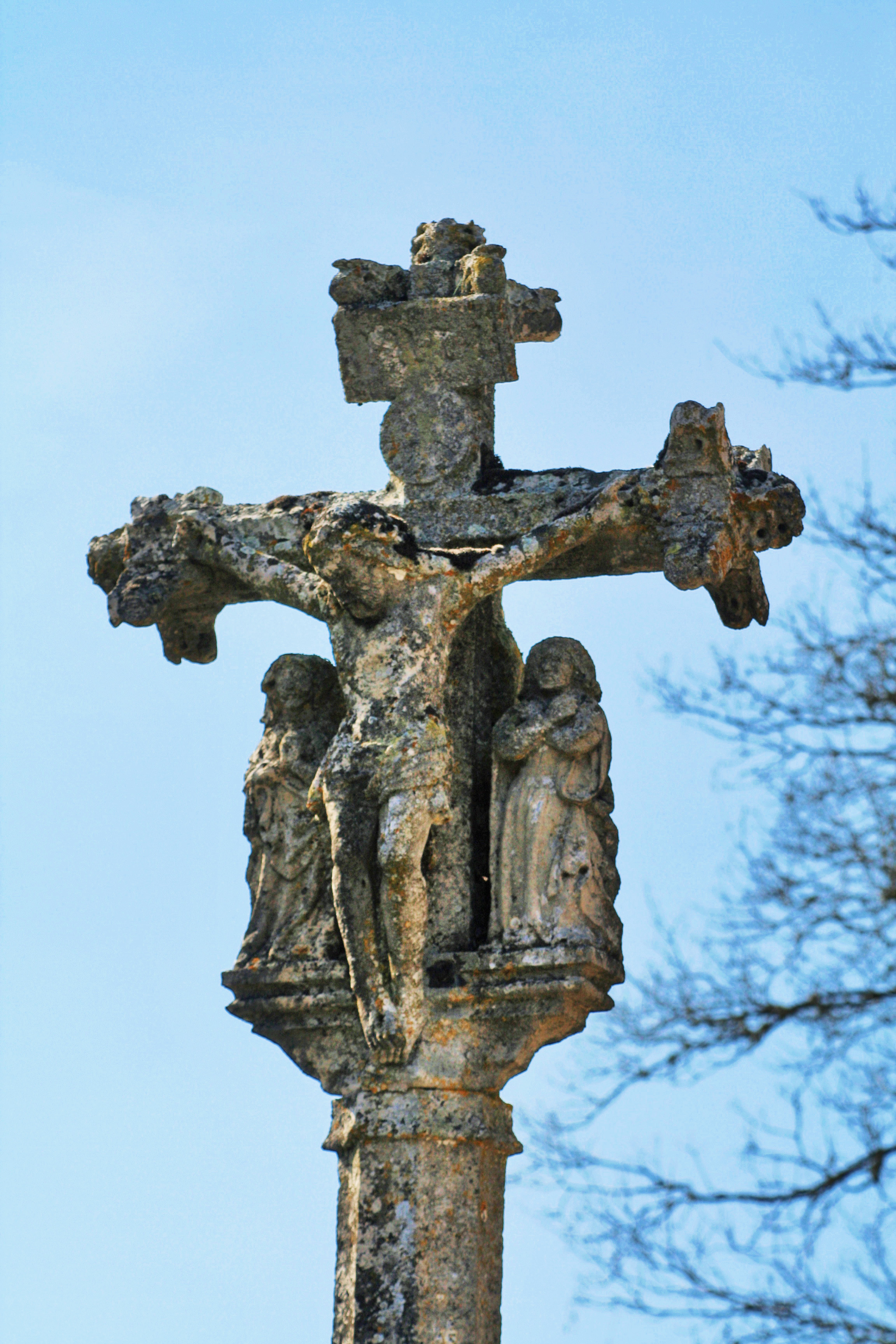
du cimetière de Bellenod-sur-Seine.

### Héraldique
| Blason | Blasonnement : Écartelé : au 1er et au 4e d'hermines à la fasce de gueules et au 2e et au 3e de gueules à trois tours d'or. |